# 영암 월출산 용암사지 삼층석탑
영암 월출산 용암사지 삼층석탑(靈巖 月出山 龍巖寺址 三層石塔)은 대한민국 전라남도 영암군 영암읍에 있는 고려시대의 삼층석탑이다. 1998년 8월 8일 대한민국의 보물 제1283호로 지정되었다.

## 개요
용암사는 기암괴석이 많아 남쪽의 소금강이라 불리는 월출산의 구정봉 아래 있다. 300평에 가까운 부지에 수많은 기와조각들과 주춧돌이 남아 있어 건물이 있던 자리임을 알게 한다. 1955년 ‘용암사’라고 쓰인 기와가 출토되어『동국여지승람』에 기록된 ‘용암사’임을 알게 되었으나 구체적인 기록은 전하지 않는다.
중심 건물터 남동쪽에 있는 이 탑은 일명 ‘탑봉’이라 불리는 바위 위에 세워져 있다. 전체의 무게를 받치는 기단(基壇)을 2단으로 두었으며, 그 위로 3층의 탑신(塔身)을 쌓아 올렸다.
둘레에 구역을 조성한 기단은 각 면마다 모서리와 가운데에 기둥 모양을 본떠 새겨 두었다. 기단의 윗면에는 높직한 괴임 2단을 별도의 돌로 끼워 두었는데, 이 가운데 1매가 없어져 1966년 복원공사를 하면서 새로이 보충해 놓았다. 탑신의 1층 몸돌은 2매의 돌로 구성하였고, 2·3층 몸돌은 각각 1매로 하였으며, 각 모서리마다 기둥 모양을 본떠 새겼다. 지붕돌은 1·2층은 2매로, 3층은 1매로 구성하였으며, 지붕돌 밑면의 받침 역시 1층은 5단, 2층은 4단, 3층은 3단을 두어 한 단씩 줄어들고 있다. 윗면 모서리는 석탑에서는 흔치 않게 두툼하게 표현하였다. 꼭대기에는 머리장식을 받치던 네모난 받침돌만 남아 있다.
1966년 무너진 석탑을 다시 세울 때, 아래층 기단에서 백자사리호 1점, 금동보살좌상 1점, 청자대접 1점, 사리 32과, 철편 11점 등이 발견되었다.

## 같이 보기
- 삼층석탑

## 참고 자료
- 영암 월출산 용암사지 삼층석탑 - 국가유산청 국가유산포털